# Sven Trägårdh (präst)
Sven Trägårdh, född 19 september 1691 i Perstorps socken, död 18 mars 1773, var en svensk präst.
Trägårdh, som var son till kyrkoherden i Norra Rörums socken Lars Trägårdh (död 1708) och Annika Ausén, gick i Helsingborgs skola, blev student vid Lunds universitet 1709, kollega i Malmö 1714 och prästvigdes 1715. Han blev pastor vid Norra skånska kavalleriregementet 1717, kyrkoherde i Gessie socken 1726, prost 1737, kyrkoherde i Helsingborgs församling 1739 och prost där 1745.